# Parawaldeckia stebbingi
Parawaldeckia stebbingi is een vlokreeftensoort uit de familie van de Lysianassidae. De wetenschappelijke naam van de soort is voor het eerst geldig gepubliceerd in 1893 door Thomson.